# Larecaja (província)
Larecaja é uma província da Bolívia localizada no departamento de La Paz, sua capital é a cidade de Sorata.